# Canton d'Izernore
Le canton d'Izernore est une ancienne division administrative française, située dans le département de l'Ain en région Auvergne-Rhône-Alpes.

## Géographie
Le canton couvrait le nord-ouest du Haut Bugey, sur les plis des monts Berthiand, en s'étirant sur 25 km du nord au sud, sur une largeur moyenne de 6 km. La rivière d'Ain qui dessinait sa frontière occidentale, le séparait du Revermont. Son relief tourmenté faisait varier l'altitude du territoire de 260 m au niveau de l'Ain au Bétet, sur la commune de Serrières-sur-Ain, à 862 m au sommet de la montagne du Bourdon, sur la commune de Ceignes.

## Histoire

Localisation du canton dans l'Ain avant 2015

- Le canton résulte[1], grosso modo, de la fusion en 1800 des deux cantons de Sonthonnax (qui comprenait Mornay, Samognat, Matafelon, Sonthonnax, Napt, Granges, Izernore, Bolozon) et de Leyssard (qui comprenait Leyssard, Peyriat, Volognat, Étables, Challes, Saint-Alban, Labalme). Mornay devient chef-lieu du canton nouvellement formé.

- En 1827, le chef-lieu est transféré de Mornay à Izernore ; le canton est renommé canton d'Izernore.
- En 1830, Serrières-sur-Ain se détache de Leyssard. Le canton regroupe alors 16 communes.
- En 1831, Labalme et Saint-Alban demandent et obtiennent leur rattachement au canton de Poncin. Le canton regroupe alors 14 communes.
- De 1840 à 1848, les cantons d'Izernore et d'Oyonnax avaient le même conseiller général[2].

- En 1939, Challes est rattachée au canton de Poncin. Le canton regroupe alors 13 communes.
- En 1972, le SIVOM du canton d'Izernore est créé.
- En 1973, Granges fusionne avec Matafelon pour former Matafelon-Granges, Mornay avec Volognat pour former Nurieux-Volognat et Sonthonnax-la-Montagne absorbe Napt. Le canton ne compte plus que 10 communes.
- En 1994, le SIVOM du canton d'Izernore est remplacé par la communauté de communes des Monts Berthiand, regroupant l'ensemble des communes du canton.

- Conformément au décret du 13 février 2014[3], en application de la loi du 17 mai 2013 prévoyant le redécoupage des cantons français, le canton disparaît à l'issue des élections départementales de mars 2015. Il est rattaché en totalité au canton de Pont-d'Ain modifié.

## Représentation

### Conseillers généraux de 1833 à 2015
| Période   | Période          | Identité                                            | Étiquette    | Qualité                                                                                          |
| --------- | ---------------- | --------------------------------------------------- | ------------ | ------------------------------------------------------------------------------------------------ |
| 1833      | 1842             | Baron Jules Frédéric Auguste Amédée Laguette-Mornay | Libéral      | Général, baron d'Empire Député (1815, 1827-1833) Propriétaire à Sonthonnax                       |
| 1842      | 1848             | Claude Joseph Tacon                                 |              | Propriétaire à Oyonnax                                                                           |
| 1848      | 1874             | Baron Jules Laguette de Mornay                      |              | Propriétaire, maire de Sonthonnax-la-Montagne                                                    |
| 1874      | 1890 (décès)     | Jean-Baptiste Roset                                 | Républicain  | Maire de Brion                                                                                   |
| 1890      | 1895 (démission) | Joseph Bachoud                                      | Républicain  | Ancien conseiller d'arrondissement de Nantua                                                     |
| 1896      | 1919 (décès)     | François Gardaz                                     | Rad.         | Avocat à Nantua                                                                                  |
| mars 1919 | décembre 1919    | siège vacant                                        |              |                                                                                                  |
| 1919      | 1936 (décès)     | François Béroud                                     | Rad.         | Instituteur Maire de Peyriat                                                                     |
| 1936      | 1940             | Jules Donier                                        | SFIO         | Industriel à Izernore                                                                            |
|           |                  |                                                     |              |                                                                                                  |
| 1942      | 1945             | Albert Cheney                                       | RG           | Agriculteur Conseiller d'arrondissement, maire d'Izernore Nommé conseiller départemental en 1942 |
|           |                  |                                                     |              |                                                                                                  |
| 1945      | 1968 (décès)     | Jules Donier                                        | SFIO         | Industriel Maire d'Izernore (1945-1968)                                                          |
| 1969      | 1982             | Henry Massonnet                                     | DVD puis UDF | Designer et chef d'entreprise, maire de Mornay (1965-1973) puis de Nurieux-Volognat (1973-1983)  |
| 1982      | 2001 (décès)     | Michel Carminati                                    | UDF-PR       | Gérant de société Maire d'Izernore (1995-2001)                                                   |
| 2001      | 2008             | Laurence Jeanneret-Nguyen                           | UDF puis UMP | Conseillère sociale, Leyssard                                                                    |
| 2008      | 2015             | Mario Borroni                                       | DVG puis PRG | Educateur, sophrologue Ancien conseiller municipal de Nurieux-Volognat                           |

### Conseillers d'arrondissement (de 1833 à 1940)
| Période                                  | Période         | Identité                                            | Étiquette   | Qualité |
| ---------------------------------------- | --------------- | --------------------------------------------------- | ----------- | --- |
| 1833                                     | 1836            | Claude Joseph Branche                               |             | Notaire royal, maire de Mornay                                                                              |
| 1836                                     | 1839            | Louis Anthelme d'Aprieulx                           |             | Juge de paix à Izernore                                                                                     |
|                                          |                 |                                                     |             | |
| 1845                                     | 1863 (décès)    | Candide Branche (1803-1863, fils de Claude Branche) |             | Maire de Mornay, juge de paix                                                                               |
| 1863                                     | 1871            | F. Gauthier                                         |             | Juge de paix                                                                                                |
| 1871                                     | 1874            | Eugène Carrier                                      |             | Avocat à Nantua                                                                                             |
| 1874                                     | 1881 (en fuite) | M. Jacquin                                          |             | Notaire à Izernore                                                                                          |
| 1881                                     | 1890 (décès)    | Laurent Joseph Barrier                              |             | Propriétaire, maire d'Izernore                                                                              |
| 1890                                     | 1901            | Antoine Prenat                                      | Républicain | Propriétaire à Volognat, ancien Président du comice agricole                                                |
| 1901                                     | 1919            | Nestor Michaillard (1847-1927)                      | Radical     | Propriétaire, maire d'Izernore                                                                              |
| 1919                                     | 1937            | Charles Joseph Bertrand                             | Radical     | Greffier de la justice de paix, maire d'Izernore                                                            |
| 1937                                     | 1940            | Albert Cheney                                       | RG          | Avocat à la Cour d'appel de Lyon, agriculteur à Izernore                                                    |
| 1940                                     |                 |                                                     |             | Les conseils d'arrondissement ont été suspendus par la loi du 12 octobre 1940 et n'ont jamais été réactivés |
| Les données manquantes sont à compléter. |                 |                                                     |             | |

Source : Journal Le Courrier de l'Ain sur le site des archives départementales.

## Composition
Le canton d'Izernore regroupait dix communes :
| Nom                    | Code Insee | Intercommunalité                   | Population (dernière pop. légale) |
| ---------------------- | ---------- | ---------------------------------- | --------------------------------- |
| Izernore (chef-lieu)   | 01192      | CA Haut-Bugey Agglomération        | 2 294 (2014)                      |
| Bolozon                | 01051      | CA Haut-Bugey Agglomération        | 88 (2014)                         |
| Ceignes                | 01067      | CA Haut-Bugey Agglomération        | 263 (2014)                        |
| Leyssard               | 01214      | CA Haut-Bugey Agglomération        | 152 (2014)                        |
| Matafelon-Granges      | 01240      | CA Haut-Bugey Agglomération        | 649 (2014)                        |
| Nurieux-Volognat       | 01267      | CA Haut-Bugey Agglomération        | 1 027 (2014)                      |
| Peyriat                | 01293      | CA Haut-Bugey Agglomération        | 178 (2014)                        |
| Samognat               | 01392      | CA Haut-Bugey Agglomération        | 668 (2014)                        |
| Serrières-sur-Ain      | 01404      | CC Rives de l'Ain - Pays du Cerdon | 125 (2014)                        |
| Sonthonnax-la-Montagne | 01410      | CA Haut-Bugey Agglomération        | 322 (2014)                        |

## Démographie
| 1962  | 1968  | 1975  | 1982  | 1990  | 1999  | 2006  | 2011  | 2012  |
| ----- | ----- | ----- | ----- | ----- | ----- | ----- | ----- | ----- |
| 2 268 | 2 126 | 2 284 | 2 908 | 3 550 | 4 519 | 5 588 | 5 808 | 5 804 |